# Jarandowo
Jarandowo (dawniej niem. Süssenberg, Süßenberg, po 1945 Raszczewo, potem Jurandowo) – wieś w Polsce położona w województwie warmińsko-mazurskim, w powiecie lidzbarskim, w gminie Lidzbark Warmiński, w pobliżu jeziora Symsar. W latach 1975–1998 miejscowość administracyjnie należała do województwa olsztyńskiego. Wieś znajduje się w historycznym regionie Warmia.
Niemiecka nazwa wsi (Sussenberg) oznacza w wolnym tłumaczeniu "słodka górka".

## Historia
Wieś założona została w XIV wieku (między rokiem 1333 a 1342) przez wójta warmińskiego Henryka Lutra. Zasadźca wyznaczył dotację dla kaplicy, która miała być filią parafii w Kraszewie (dekanat lidzbarski), nie wiadomo jednak czy w tym czasie została zbudowana. Lokacja wsi została potwierdzona w 1359 przez biskupa warmińskiego Jana Styprocka. Jarandowo doznało dużych zniszczeń w czasie wojny polsko-krzyżackiej w latach 1519-1521 oraz w czasie wojen szwedzkich (1655-1660). Pierwszy kościół został zbudowany w 1359 r., ale został zniszczony w czasie wojen. Kolejny wzniesiono w 1791 roku i rozbudowano trzy lata później. W 1927 r. (13 września) w Jarandowie powstała samodzielna parafia. W 1944 roku parafię objął ks. Gerhard Fittkau, który został deportowany w 1945 r. do Rosji (swoje wspomnienia z okresu pobytu w Jarandowie oraz zesłania w Rosji opisał w książce pt. "Mój trzydziesty trzeci rok życia", wydanej w 1994 r.).
W roku 1783 we wsi odnotowano 42 gospodarstwa domowe (dymy). W spisie z 1818 r. wykazano 240 osób, natomiast w 1939 r. - 469. Do 1945 roku Jarandowo było wsią sołecką. W roku 1988 we wsi mieszkało 146 osób.

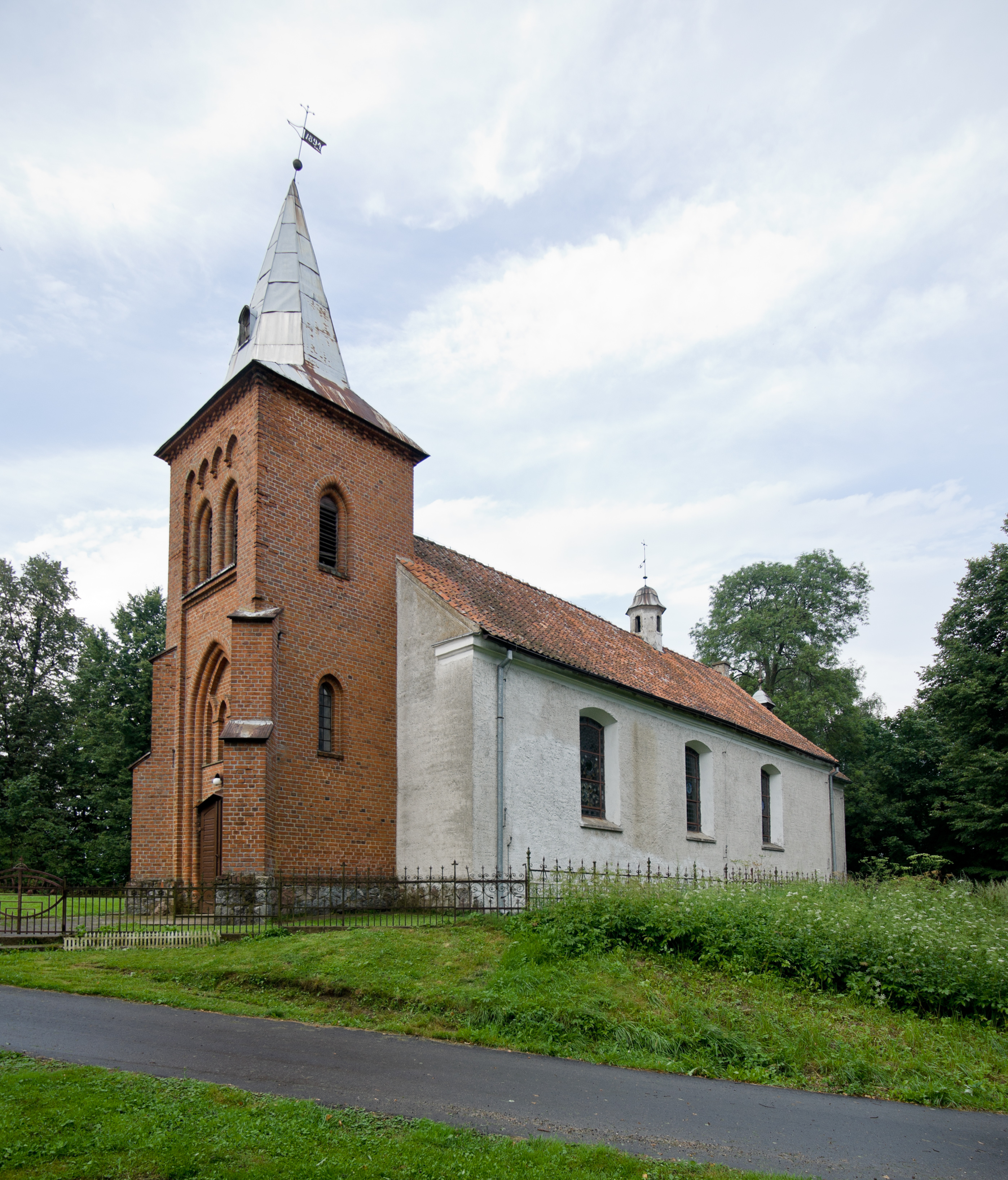
Kościół pw. Narodzenia Najświętszej Maryi Panny w Jarandowie

## Zabytki
Kościół Niepokalanego Poczęcia NMP (1791-1794), zbudowany na miejscu wcześniejszej kaplicy, kościół filianny parafii w Kłębowie. W 1894 r. dobudowano neogotycką wieżę, natomiast a w 1936 r. zakrystię i prezbiterium. Na dachu znajduje się ośmioboczna wieżyczka, zwieńczona chorągiewką z datą 1791. Fundamenty kościoła z kamienia polnego. Zabytkowy ołtarz główny z okresu baroku. Ambona manierystyczna z pierwszej połowy XVII wieku, gruntownie przekształcona i uzupełniona dekoracją akantową w końcu XVII wieku. Chór i prospekt organowy mają cechy klasycystyczne. Kościół otoczony jest ogrodzeniem, pochodzącym z kwater sąsiedniego cmentarza.